# Abhijeet Gupta
Abhijeet Gupta (nascut el 16 d'octubre de 1989), és un jugador d'escacs indi, que té el títol de Gran Mestre des de 2008.
A la llista d'Elo de la FIDE de l'abril de 2023, hi tenia un Elo de 2620 punts, cosa que en feia el jugador número 13 (en actiu) de l'Índia, i el 141è millor jugador del rànquing mundial. El seu màxim Elo va ser de 2667 punts, a la llista d'octubre de 2012 (posició 84 al rànquing mundial).

## Resultats destacats en competició
És un prodigi dels escacs, que va esdevenir campió de l'Índia Sub-19 a l'edat de 13 anys i 10 dies. El 15 d'agost de 2008, va guanyar el Campionat del món juvenil a Gaziantep, Turquia, per davant de molts bons jugadors, com ara Maxim Rodshtein, David Howell i Hou Yifan. Fou el tercer indi en guanyar aquest prestigiós campionat, que comporta l'obtenció del títol de Gran Mestre; també va fer normes de GM a l'obert d'Andorra de 2006, Nova Delhi (Parswnath) 2007 i a l'obert de Balaguer 2007.
El 2008, va guanyar el 6è Parsvnath Open a Nova Delhi, superant Ganguly Surya Shekhar.
El 2010 empatà al segon lloc al campionat absolut de l'Àsia, disputat a la Badia de Subic (el campió fou Ni Hua).
El 2011 fou primer al 13è Campionat Obert de Dubai per davant de Parimarjan Negi, i empatà als llocs 2n-4t amb Tigran L. Petrossian i Magesh Panchanathan al 3r Obert Internacional Orissa.
Entre l'agost i el setembre de 2011 participà en la Copa del món de 2011, a Khanti-Mansisk, un torneig del cicle classificatori pel Campionat del món de 2013, i hi tingué una bona actuació; avançà fins a la tercera ronda, quan fou eliminat per Bu Xiangzhi (½-1½).
El desembre de 2012 guanyà l'Al Ain Classic amb 7 punts de 9, els mateixos que Vasif Durarbayli i Martin Kravitsiv però amb millor desempat.
El 2014 fou tercer al torneig obert de Durban, organitzat en paral·lel al Campionat del món d'escacs de la joventut (el campió fou Sabino Brunello). El 2017 fou 11è al fort Festival d'Escacs de Zalakaros.